# Actina
L'actina è una proteina di forma globulare, con un diametro di circa 7 nanometri, dal peso di 43 kilodalton (kDa) e costituisce una porzione abbondante (5-10%) di tutte le proteine delle cellule eucariote.
La più alta presenza di actina si riscontra nelle cellule del tessuto muscolare (circa 20% delle proteine totali), dove è fondamentale per il processo di contrazione.
Ogni singola subunità di actina (detta actina G, cioè globulare) si può legare ad altre due subunità, formando così un polimero lineare. Due polimeri lineari avvolti tra di loro danno origine a un microfilamento, uno dei tre tipi fondamentali di filamenti che compongono il citoscheletro.
Nei vertebrati sono state identificate tre diverse isoforme di actina: alfa-actina, beta-actina e gamma-actina.

## Assemblaggio e disassemblaggio
L'assemblaggio dei filamenti di actina è dipendente dalle condizioni dell'ambiente interno alla cellula, il citosol, e in particolare dagli ioni presenti, dalle loro concentrazioni e dal legame con l'ATP, l'adenosintrifosfato, un'importante molecola energetica.
La polimerizzazione è infatti favorita da una concentrazione salina pari a quella corporea; inoltre, i monomeri di actina legati ad ATP tendono ad aggiungersi e a restare attaccati al filamento con maggiore facilità rispetto ai monomeri in cui l'ATP è diventata ADP, l'adenosindifosfato.
Le attuali conoscenze sulla struttura dei microfilamenti sono basate su fotografie al microscopio elettronico dell'actina F e su modelli derivanti da studi ai raggi X di gel orientati di actina F. Tali modelli evidenziano che il polimero di actina è una catena doppia, in cui ciascuna subunità interagisce con altre quattro. Le varie subunità, disposte in fila all'interno di una catena, sono ruotate di circa 167° l'una rispetto all'altra, dando così l'aspetto di "elica con gobbe" al microfilamento. Ciascuna subunità presenta inoltre lo stesso orientamento testa-coda, in modo che la fibra intera abbia una precisa polarità. La presenza di un capo del filamento caratterizzato da actina legata ad ATP identifica l'estremità "più", mentre l'altro capo, dove l'actina è legata a ADP costituisce l'estremità "meno" del filamento. L'idrolisi dell'ATP in ADP riduce la forza del legame tra le subunità, favorendo dunque la depolimerizzazione all'estremità "meno".

## Organizzazione dei filamenti e proteine associate
I singoli microfilamenti vengono generalmente organizzati e integrati dalle proteine leganti l'actina (ABP, Actine Binding Proteins). Questa famiglia di proteine si può suddividere in sottoclassi a seconda del tipo di interazione che intrattiene con l'actina:
- Proteine che favoriscono la formazione dei filamenti: profilina (si lega ai singoli monomeri di actina)
- Proteine che ostacolano la formazione dei filamenti: severina e timosina (si legano anch'esse ai singoli monomeri di actina), gelsolina che taglia il filamento e si lega all'estremità "più" appena formata, katanina
- Proteine che organizzano i microfilamenti in fasci paralleli: fimbrina, α-Actinina, tropomiosina, fodrina e villina
- Proteine che organizzano i microfilamenti in reticoli: filamina
- Proteine che collegano i microfilamenti alla membrana plasmatica: spettrina, distrofina, vinculina, talina, tensina
- Proteine che si muovono sui microfilamenti: miosina.Actina del citoscheletro di fibroblasti embrionali di Mus musculus colorata con falloidina

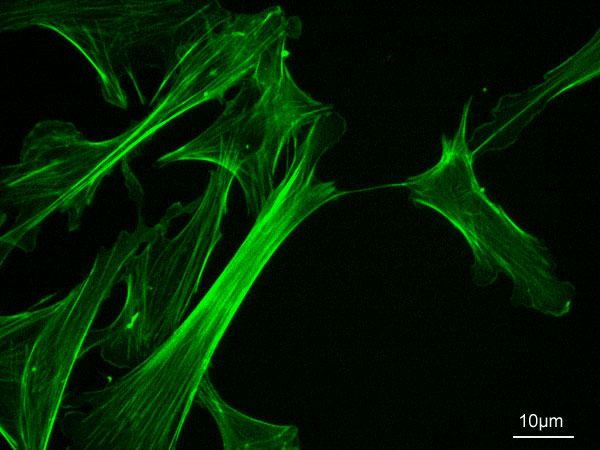
Actina del citoscheletro di fibroblasti embrionali di Mus musculus colorata con falloidina

Esiste anche una distinzione in funzione al fatto che le ABP siano legate con actina G (forma globulare actina+ATP) o actina F (filamentosa). Un esempio delle ABP capaci di legarsi con le molecole di actina G sono la timosina B e la profilina. Esempi famosi di proteine capaci di legarsi invece ad actina F sono miosina tropomiosina e α-actinina.

## Funzione
La singola subunità di actina non espleta direttamente una funzione, ma lo fa tramite la struttura che forma, il già citato microfilamento. Nella cellula sono presenti moltissimi microfilamenti e questi assolvono a diverse funzioni:
- Forniscono sostegno e forma alla cellula, collegandosi con gli organelli interni e con la membrana plasmatica
- Permettono una parte del trasporto interno di vescicole
- I sarcomeri, le unità contrattili delle cellule muscolari sono formati da actina, oltre che da miosina e altre proteine;
- Costituiscono la base su cui si formano le principali estroflessioni cellulari, quali microvilli, stereociglia, filopodi, lamellipodi, pseudopodi;
- Sono coinvolti nell'adesione tra cellule e tra una cellula e un substrato.